# Homunculus (film)
Homunculus este un film SF german în șase părți din 1916 regizat de Otto Rippert despre crearea unui om artificial. Rolurile principale au fost interpretate de actorii Olaf Fønss, Ernst Ludwig și Max Ruhbeck. Scenariul este scris de Robert Reinert.

## Cuprins
1. Teil 1: Die Geburt des Homunculus
2. Teil 2: Das geheimnisvolle Buch
3. Teil 3: Die Liebestragödie des Homunculus
4. Teil 4: Die Rache des Homunculus
5. Teil 5: Die Vernichtung der Menschheit
6. Teil 6: Das Ende des Homunculus

## Distribuție
- Olaf Fønss - Homunculus
- Ernst Ludwig - Prof. Ortmann
- Albert Paul - Dr. Hansen
- Lore Rückert - Tochter Margarete Hansen
- Max Ruhbeck - Generalprokurator Steffens
- Lia Borré - Tochter des Generalprokurator Steffens
- Friedrich Kühne - Edgar Rodin
- Theodor Loos - Sven Friedland
- Mechthildis Thein - Margot
- Aud Egede-Nissen